# Куп Републике Српске у фудбалу 1997/98.
Куп Републике Српске у фудбалу 1997/98. је пета сезона овог такмичења које се одржава на територији Републике Српске у организацији Фудбалског савеза Републике Српске. Прво такмичење је одржано у сезони 1993/94.
У Купу Републике Српске учествују фудбалски клубови са подручја Републике Српске. Клубови нижег нивоа такмичења морају у оквиру подручних савеза изборити учешће у Купу.
Парови се извлаче жребом. До полуфинала се игра по једна утакмица, у полуфуналу две а финална утакмица се игра на стадиону одређеном накнадно или се играју две утакмице.
Ове сезоне одлучено је да се у финалу одигра једна утакмица. У купу је учествовало чак 217 клубова из Републике Српске. Рудар из Угљевика је у финалном мечу 20. маја 1998. године на Градском стадиону у Бања Луци, пред око 4.000 гледалаца, савладао Боксит из Милића после бољег извођења пенала са 4:2 (у регуларних 90 минута није било голова). Рудар Угљевик је тако освојио први трофеј у најстаријем такмичењу Републике Српске.

## Финале
20. мај 1998. Градском стадион у Бања Луци, гледалаца 4.000, бољим извођењем једанаестераца Рудар је победио 4:2.
| Клуб, Место    | Резултат       | Клуб, Место    |
| -------------- | -------------- | -------------- |
| Рудар, Угљевик | 0:0 (4:2 пен.) | Боксит, Милићи |

|                                         |       | ПЕНАЛИ                                |  |  |  |
| Тимић · Бала · Сарић · Ристић · Балабан | 4 - 2 | Вујачић · Мишић · Ђурђић · Драгичевић |  |  |  |
| Рудар је први шутирао                   |       |                                       |  |  |  |
|                                         |       |                                       |  |  |  |

| Победник Купа Републике Српске у фудбалу 1997/98. |
| ------------------------------------------------- |
| Рудар Угљевик 1. титула                           |